# Varchavskaïa (métro de Moscou)
Varchavskaïa (en russe : Варша́вская et en anglais : Varshavskaya) est une station de la ligne Kakhovskaïa (ligne 11A) du métro de Moscou, située sur le territoire du raïon Nagorny dans le district administratif sud de Moscou.

## Situation sur le réseau
Établie en souterrain, à 9 mètres sous le niveau du sol, l'unique station intermédiaire Varchavskaïa est située au point 0145+87,1 de la ligne Kakhovskaïa (ligne 11A), entre les deux stations terminus Kachirskaïa et Kakhovskaïa.
En direction de Kakhovskaïa, un embranchement, sur chacune des deux voies, mêne au dépôt T4-7.

## Histoire
La station Varchavskaïa est mise en service le 11 août 1969. Elle est établie sous le boulevard Tchongarski et tient son nom de la voie de Varsovie. Construite suivant un type standard, elle dispose de deux lignes de quarante colonnes hautes de quatre mètres.
Les murs ont été remis à neuf. Ils sont blancs avec un reflux bleu clair fait de céramique, ainsi que des représentations de Varsovie (les auteurs sont H.M. Ryssine, A.Y. Lapin' et D.J. Bodniek). Les colonnes quadrangulaires, s'élargissant en haut, sont couvertes d'un marbre gris-jaune au mouchettes bleu clair. Le revêtement du sol est un granit gris. Les luminaires à tubes sont cachés dans le plafond à nervures.

## Services aux voyageurs

### Accès et accueil
La station possède deux vestibules souterrains. Il y a à l'ouest un unique escalier roulant fonctionnant seulement pour la montée des voyageurs, et à l'est un escalier. Du vestibule ouest du passage souterrain, on a accès à deux parties du boulevard Tchongarski. À l'est, la sortie donne sur la voie de Varsovie, le centre commercial, le passage Kachirski ainsi que sur les deux quais de la station ferroviaire "De Kolomna" en direction Paveletsky.